# 岐阜少年院

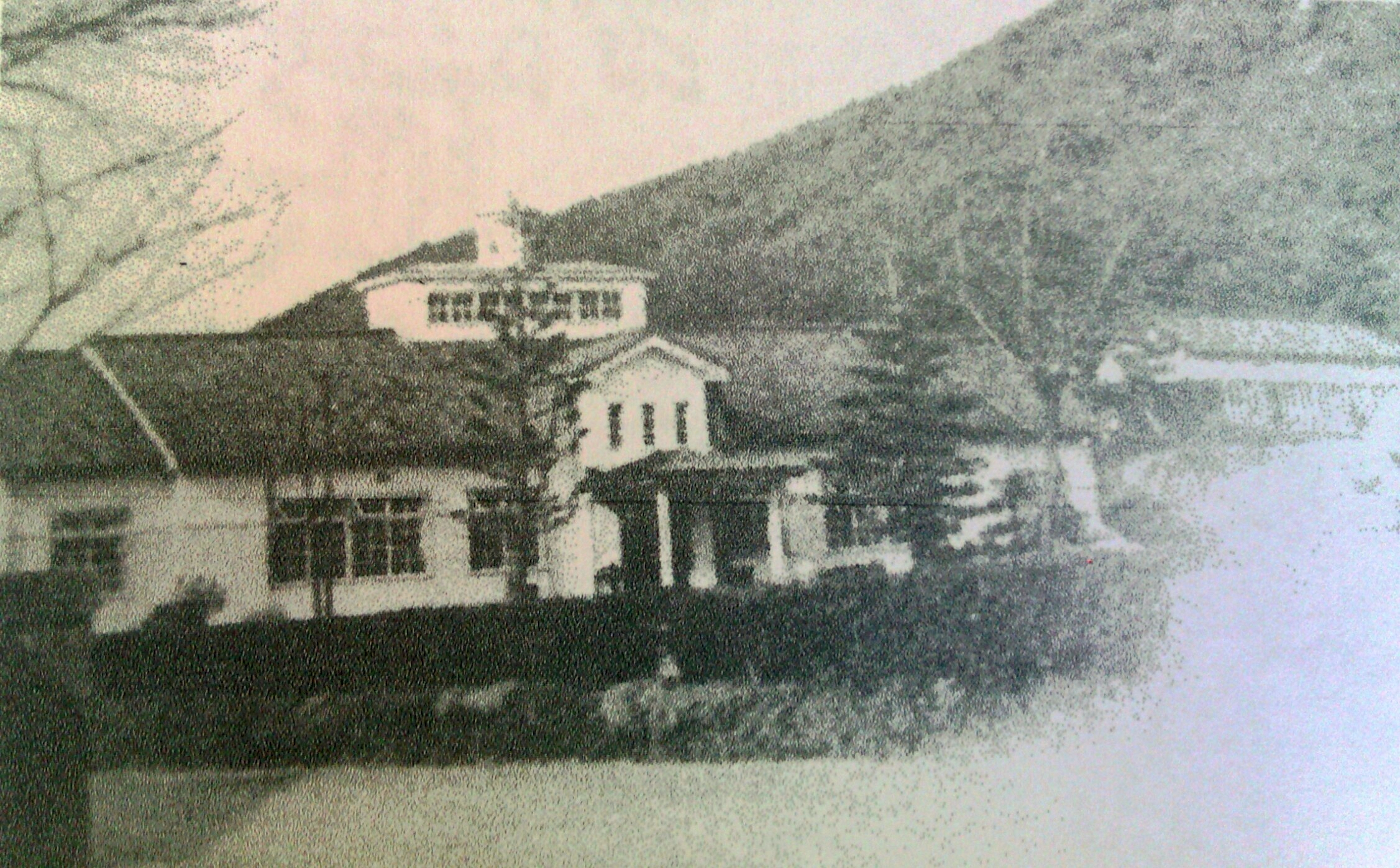
岐阜少年院 正面入口

岐阜少年院（ぎふしょうねんいん）とは、岐阜県各務原市各務にかつて存在した初等・中等少年院である。1986年に廃止された。
跡地は各務原市が買収し、各務原スポーツ広場になっている。

## 概要
- 所在地： 岐阜県各務原市各務5904[1]
- 庁舎面積： 29,830m2[1]
- 法務教官人数： 35人[1]
- 収容人数 :  32人 [1]

## 処遇指標
- J級(少年)
- T級(専門的治療処遇を必要とする者のうち、一般行刑施設に収容される者）
- A級(初犯)
- B級(再犯。ただし、暴力団関係者は初犯でもこちらに分類された)

## 沿革

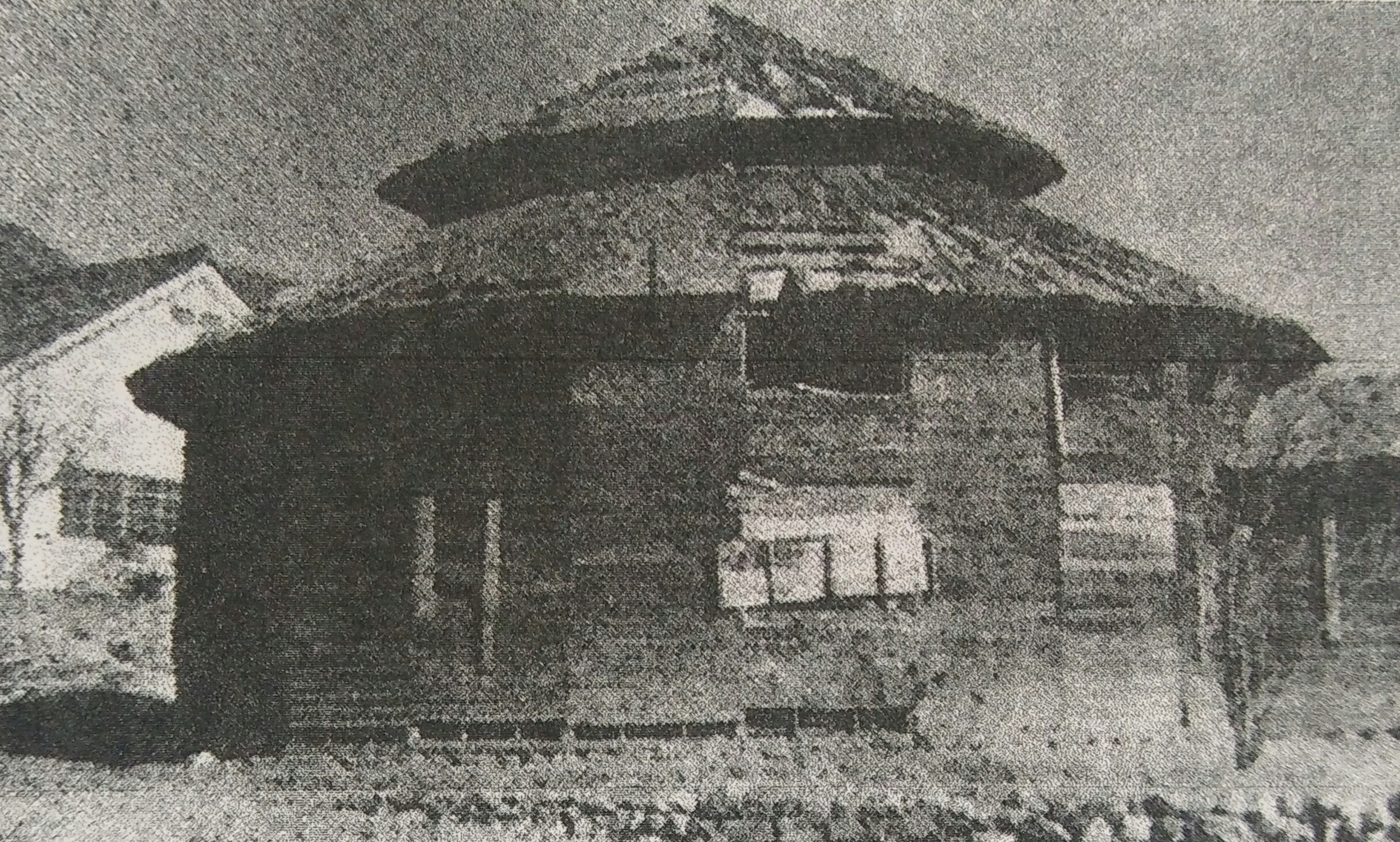
日輪舎（1953年撮影）。左に写り込んでいるのが岐阜少年院

- 1943年（昭和18年） - 川崎造船所(現:川崎重工業）岐阜工場が、稲葉郡各務村地内の各務山南の畑地[2]に、少年修練道場をつくる。通称:日輪舎。(1945年まで、朝鮮に帰還する在日朝鮮人の宿泊施設)
- 1946年（昭和21年）8月 - 元岐阜警察署長で[3]、当時岐阜合同無尽（岐阜銀行→現:十六銀行）会頭取締役だった河合甚助が、地域住民らと特殊隊を結成。川崎造船所岐阜工場少年修練道場を買収。各務原少年訓練所とする。
- 1949年（昭和24年） 1月 - 少年院法により、法務府が各務原少年訓練所を買収。瀬戸少年院の分院として「各務農芸学院」設置[4]
- 1952年（昭和27年） 5月 - 岐阜少年院として独立。木造の岐阜少年院建屋が建設される[5]。
- 1955年（昭和30年） - このころから、日輪舎の取り壊しを開始。
- 1985年（昭和60年）11月 - 法務省より、収容業務停止処分。主な理由は入院する少年数の減少や施設の老朽化。以降、1986年4月まで交通刑務所[6]。
- 1986年(昭和61年) 5月 - 全面廃止。

## 主な施設
| 寮 - 伊吹寮 - 金華寮 - 鈴鹿寮 - 白山寮 活動用施設 - 浴場 - 炊事場 - 食堂 - 小鳥小屋 - 溶接工場 - 縫工工場 - 機械工場 - 木工場 | その他 - 庁舎 - 教務室 - 医務棟 - 予科棟 - 講堂 - シャワールーム - 収納庫 - 変電室 - 高架水槽 - 防火水槽 - ボックス - 燃料庫 - クラブ - 車庫 - 官舎 - スイレン池 - バスケットコート - テニスコート - 運動場 - グラウンド - 駐車場 - 公衆電話ボックス - 市東部有線農協 有線電話 |